# Länsväg 340

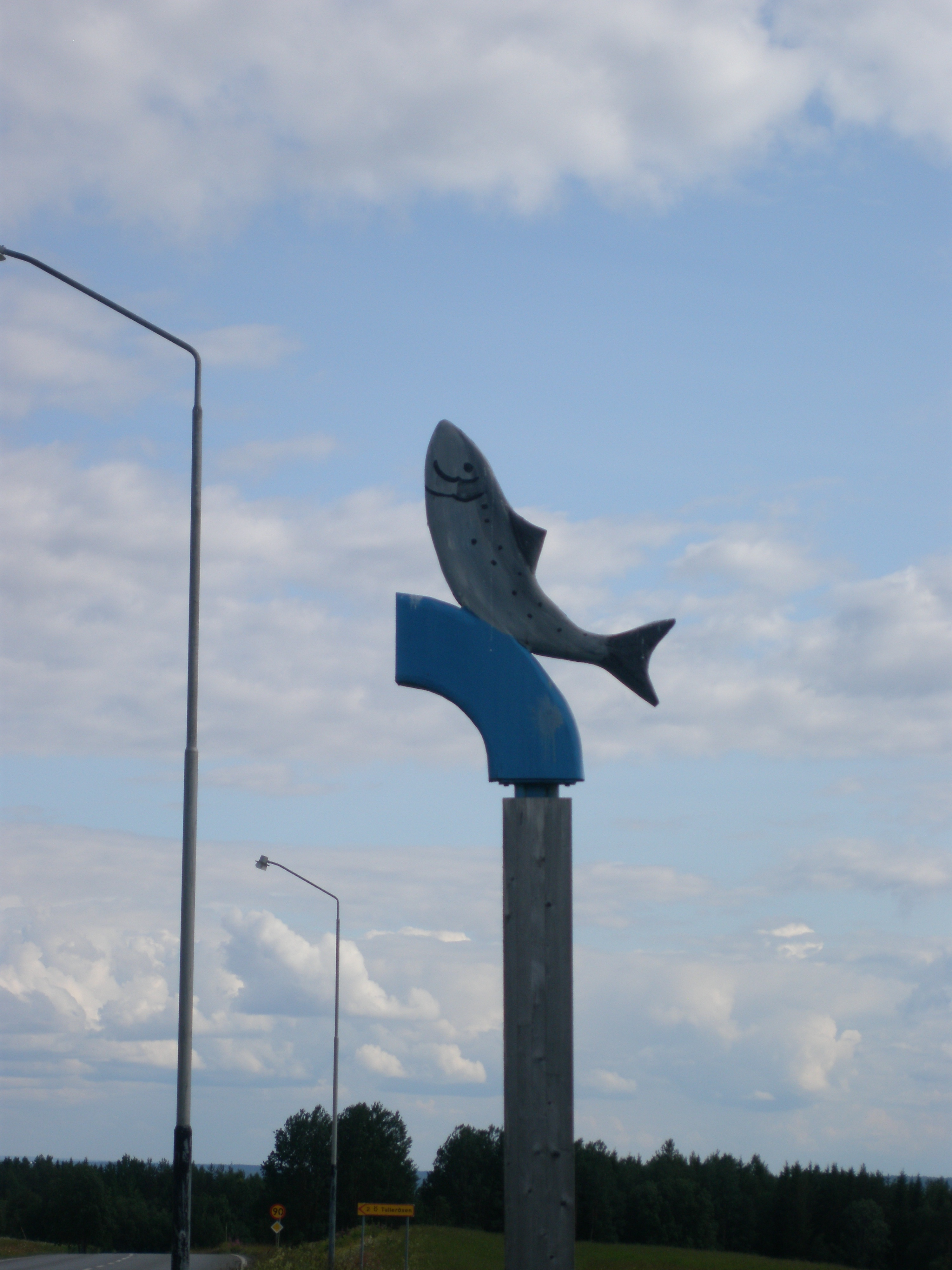
Länsväg 340 är även känd som Fiskevägen

Länsväg 340 är en primär länsväg i Krokoms kommun i Jämtlands län i norra Sverige som går mellan Krokom och norska gränsen nära Valsjöbyn. Skyltning är Valsjöbyn och Krokom. Den är 115 kilometer lång.
Vägen börjar i Krokom vid Krokomsportens handelsplats där E14, länsväg 340 och länsväg 615 möts. Länsväg 340 går sedan via via Nordannälden, Tulleråsen, Offerdalsberg, Bredbyn, Landön, Lillholmsjö, Skärvången, Häggsjövik, Rötviken, Hotagen till Valsjöbyn.
Vägen är också känd som Fiskevägen.

## Anslutningar
Länsväg 340 ansluter till:
- Europaväg 14 (vid Krokom)
- Länsväg 339 (vid Krokom)
- Länsväg Z 677 (vid Tulleråsen)
- Länsväg Z 748 (vid Västerberg)
- Länsväg Z 685 (vid Bredbyn)
- Länsväg Z 686 (vid Landön)
- Länsväg 344 (vid Lillholmsjö)
- Länsväg Z 689 (vid Storholmsjö)
- Länsväg Z 690 (vid Skärvången)
- Länsväg Z 833 (vid Skärvången)
- Länsväg Z 689 (vid Häggsjövik)
- Länsväg Z 691 (vid Rötviken)
- Länsväg Z 692 (vid Valsjöbyn)
- Fylkesväg 765 i Norge (vid Valsjöbyn)

## Historia
Vägen har haft samma nummer 340 sedan vägnummer infördes på 1940-talet. Den går också i samma sträckning som då, förutom att vissa uträtningar gjordes söder om Lillholmsjö vid ett senare tillfälle, sannolikt 1980-talet